# Korbinian Lechner
Korbinian Lechner (* 6. April 1902 in Langenpreising; † 6. Juni 1977 in Rosenheim) war ein deutscher Schriftsteller, Journalist und Kreisheimatpfleger.

## Leben
Lechner wurde auf dem Einödhof Werbach (Wehrbach), Gemeinde Langenpreising, Landkreis Erding, als erstes männliches Kind von 15 Geschwistern geboren, von denen außer ihm elf die Kindheit überlebten. Die Eltern waren Therese, geb. Bichelmeir (15. Okt. 1873 – Sept. 1956), und Andreas Lechner (9. Sept. 1872 – 27. Dez. 1936). Kurz nach der Einschulung in die Volksschule Langenpreising ging der Hof im November 1908 bankrott, da der sich wegen unbedachter Anschaffungen moderner landwirtschaftlicher Maschinen verschuldet hatte. Die älteren Kinder wurden auf verschiedene Höfe aufgeteilt, die Eltern und die jüngeren Kinder zogen auf ein Anwesen in Goldach im Erdinger Moos. Auch den kleinen Hof mussten sie drei Jahre später wieder verlassen, worauf die Eltern Tagelöhner wurden, später „Gemeindehirten“.
1909 wurde Lechner als „Hütbub“ auf einem Einödhof in der Nähe untergebracht, zusammen mit seiner Schwester Marie, die „Hausdirndl“ wurde. Sie besuchten bis Juli 1913 die Schule in Goldach, wo er auf Initiative des Ortspfarrers für das „geistliche Studium“ entdeckt wurde. Von 1913 bis November 1916 besuchte er das humanistische Gymnasium in Freising und das Erzbischöfliche Knabenseminar Scheyern der Benediktiner. Bereits in der vierten Klasse, mit 14 Jahren, brach er den Schulbesuch ab, wodurch er den Rückhalt seines sozialen Umfelds verlor. In München arbeitete er ab Januar 1917 bis Kriegsende in einer Munitionsfabrik als Granatendreher, danach in der Demobilisierung und als Milchfahrer; politisch sympathisierte er mit der Münchner Räterepublik. Ab Sommer 1919 bis 1926 ging er als wohnsitzloser Wanderbursche auf die Walz, dann fand er eine Anstellung als Heizungsmonteur. Bereits zum 30. März 1925 war er der NSDAP beigetreten (Mitgliedsnummer 1.110), die er allerdings bereits zum 15. Juli desselben Jahres verlassen hatte.

## Karriere als Schriftsteller
Im Herbst 1930 wurde er arbeitslos und fand keine Anstellung mehr. Er kam in Kontakt zu bürgerlichen Studenten in Jena, wo er seine spätere Frau, Erika Hesse, kennenlernte, die 1933 ihr Staatsexamen in Chemie und Biologie machte. Lechner begann literarisch zu schreiben. Sein erstes Werk war ein autobiografischer Roman mit dem Titel „Volk ohne Gnade“. Im Sommer 1931 lernte er Willy Haas kennen und wurde von ihm gefördert. In der von Haas herausgegebenen „Literarischen Welt“ wurde am 15. Januar 1932 unter der Überschrift „Ein neuer Arbeitererzähler, Karl Lechner“ nach einer Einführung von Haas und einem „Lebensabriß“ Lechners die Erzählung „Granaten“ veröffentlicht. Es entstanden Erzählungen und Roman-Entwürfe, die unveröffentlichte Fragmente blieben. Thematisch entstammten sie seinen Erfahrungen aus seiner bisherigen Lebensgeschichte: Sie dokumentierten die bäuerliche Welt Altbayerns in den Umbrüchen des Zwanzigsten Jahrhunderts („Das Erbe“; „Die Schöne von Maschenöd“; „Imholz“; „Die vier letzten Dinge“) sowie den Lebensabschnitt (ca. 1920 bis 1926) als Wanderbursche, „Tippelbruder, Vagabund“ (z. B. „Schimmel der Monarch“, „Das Volk ohne Gnade“; „Mann ohne Geld“). Im September 1932 erschien in der „Literarischen Welt“ in vier Fortsetzungen die Erzählung „Das feuchte Eck“ aus dem altbaierischen Milieu, seine letzte veröffentlichte Arbeit vor Beginn der NS-Zeit. Als Jude musste Lechners Förderer Haas aus Deutschland fliehen, die „Literarische Welt“ wurde  eingestellt. Wie Haas in seinen Memoiren „Die Literarische Welt“ (Ausgabe 1957, List-Verlag, München; S. 186) schrieb, hatte ihm Korbinian Lechner im Frühjahr 1933 geholfen, „meine Ersparnisse zu Fuß über die bayerische Grenze nach Prag“ zu bringen.
Die Machtübernahme der Nationalsozialisten 1933 und die Heirat mit Erika Hesse im Juni 1934 veränderten  seine Lebenssituation, seine literarischen Ambitionen und sein Schreiben grundlegend. Seine sozialkritische, zum Teil anarchistische Sicht auf seine Welt musste nun kompatibel gemacht werden mit der NS-Ideologie und der NS-Literaturpolitik. Gleichzeitig entstand ein Hausstand, der ihm einerseits einen Halt gab, den er andererseits aber finanziell unterhalten musste, da seine Frau nach ihrem Staatsexamen 1933 in Bayern keine Stelle im Schuldienst fand. Sie zogen nach Bad Aibling in Oberbayern, wo ihre beiden Kinder Angela (1936–2018) und Silvester (* 1944) geboren wurden. Seine Hoffnung, literarisch tätig zu sein und einen sozialkritischen Roman zu schreiben, ließ sich im NS-Staat nicht realisieren. Er wurde im Sommer 1933 Mitglied der „Reichsschrifttumskammer“ und konnte so journalistisch den Lebensunterhalt seiner Familie bestreiten. Am 17. September 1937 beantragte er erneut die Aufnahme in die NSDAP und wurde rückwirkend zum 1. Mai desselben Jahres aufgenommen (Mitgliedsnummer 5.025.242). 1934 erschienen erste journalistische Arbeiten, u. a. bei den „Münchener Neuesten Nachrichten“, der „Süddeutschen Sonntagspost“ und bei der „Aiblinger Zeitung“. 1935 erhielt er von der Süddeutschen Sonntagspost den Auftrag für eine Reportage über einen Herings-Dampfer, woraus 1937 sein erstes, reich bebildertes Buch wurde, „Ein Schiff fällt in die Nacht“. 1938 wurde er im Kontext nationalsozialistischer Rumänien-Politik für fast sechs Monate nach Rumänien geschickt, woraus 1940 das Buch „Sommer in Rumänien“ hervorging. 1941 wurde er Soldat bei der Luftwaffe, stationiert in Laupheim bei Ulm, und fungierte ab 1942 als stellvertretender Schriftleiter der Zeitschrift „Im Fadenkreuz“, einer Soldatenzeitung des Luftgaukommandos VII in München. In dieser Zeit entstanden intensive Kontakte zur literarischen, vorsichtig oppositionellen Szene Münchens (u. a. zu Franziska Bilek, Ernst Heimeran, Effi Horn, Ernst Penzoldt, Eugen Roth). Im Mai 1945 verließ er die Wehrmacht als Obergefreiter.
Am 1. Mai 1945 besetzten amerikanische Einheiten Bad Aibling, und bereits am 4. Mai 1945 erschien  die Nr. 1 der „Aiblinger Nachrichten“, herausgegeben von der „Bayerischen Freiheitsbewegung“, bei der Korbinian Lechner  als „Kommissarischer Schriftleiter“ wirkte. Ab 1946 war er ein Jahr lang für die SPD Mitglied des Stadtrates von Bad Aibling. Er wurde Berichterstatter für Bad Aibling beim „Oberbayerischen Volksblatt“ und blieb es bis Juli 1949; Korbinian und Erika Lechner wirkten zudem von 1948 bis zu ihrem Tod als freie Mitarbeiter des „Mangfall-Boten“. Im Spruchkammerverfahren wurde er zuerst der „Gruppe der Entlasteten“, dann doch als „Mitläufer“ eingestuft, worauf er ein Jahr Schreibverbot wegen antisemitischer Äußerungen im Buch „Sommer in Rumänien“ bekam; er veröffentlichte daraufhin unter dem Namen seiner Frau. Von 1949 bis 1977 waren der „Münchner Merkur“ und seine Regionalausgaben die Hauptblätter seiner journalistischen Arbeit; zunächst von 1949 bis 1951 als fester Mitarbeiter und von 1952 bis zu seinem Tod 1977 als freier Mitarbeiter. Ein Erzählungsband als eigenständige Veröffentlichung erschien 1951 im Süddeutschen Verlag, München:  „Der Lauf der Welt. Ein Dutzend Bauerngeschichten“.
In den ersten fünf Jahren der 50er Jahre verdiente er den Lebensunterhalt für sich und seine Familie mit Vertretungsanstellungen in verschiedenen, vor allem fränkischen und altbaierischen Lokalzeitungen. Dies waren von Oktober bis Dezember 1951 die „Münchberger Zeitung“, von Februar/März 1952 die „Frankenpost“ in Hof, im Mai 1952 der „Aarbote“ (Bad Schwalbach), im
September 1952 die „Idsteiner Zeitung“ (Wiesbaden), vom 1. Januar bis ca. Ende Mai 1953 das „Freisinger Tagblatt“, vom Juni 1953 bis 31. März 1954 der „Regensburger Tagesanzeiger“ sowie vom April 54 bis Februar 1955 die Freie Mitarbeit bei verschiedenen Zeitungen. Ab 10. März 1955 folgte eine dreijährige Anstellung als Redakteur des „Donau-Kurier“, eines Regionalblattes für den Landkreis Riedenburg (Hauptausgabe: Ingolstadt). Im August 1958 erkrankte er an Kehlkopfkrebs und konnte danach seine Anstellung beim Donau-Kurier nicht fortsetzen. Bis kurz vor seinem Tod wirkte er dann als freier Mitarbeiter an verschiedenen Zeitungen im Münchener und Aiblinger Umfeld, z. B. für das „Bayerische Landwirtschaftliche Wochenblatt“ und auch für den „Bayerischen Rundfunk“, wobei sein dominierendes Genre feuilletonistisch-historische Arbeiten zu Alt-Bayern waren.
Trotz zahlreicher Versuche mit Hörbildern / Hörspielen / Filmentwürfen für Funk und Fernsehen, hatte er in diesem Bereich nur wenig Erfolg. Waren seine literarischen Anfänge in der großen Form des Romans angelegt, so dominierten nun journalistischen Kleinformen: Reportagen, Berichte und historische Abhandlungen, feuilletonistische Erzählungen und Glossen („Lokalspitzen“). Die bäuerliche altbayerische Lebenswelt in den Umbrüchen des 20. Jahrhunderts blieb bis zu seinem Tod ein zentrales Thema (Erzählungssammlung, „Der Lauf der Welt“, 1951). Dazu kamen Beschreibungen der kleinbürgerlich-provinziellen Welt in der Perspektive des Lokaljournalisten (Buch „Mörschlbrunn steht auf der Hölle“, 1970).
Die Auseinandersetzung mit der „ererbten“ katholischen Religiosität schlug sich einerseits in der Kritik des Klerus nieder, andererseits in Gedichten zu den Heiligen des „altbayerischen Himmels“ (Buch „Alle lieben Heiligen von unserm Bezirksamt“, 1971). Mit diesen Themen erwarb er sich in der bayerischen Literatur Namen und Anerkennung. Sein Nachlass befindet sich der Bayerische Staatsbibliothek München.

## Werke
- Ein Schiff fällt in die Nacht. Fischdampfer 'Island' fährt auf Heringe, Potsdam, Ludwig Voggenreiter, 1937
- Sommer in Rumänien, mit Lichtbildern des Verfassers, Berlin, Wiking Verlag, 1940
- Die Münchnerin, hg. von Korbinian Lechner; mit Beiträgen von Egon Cäsar Conte Corti, Rolf Flügel, Horst Wolfram Geißler, Ernst Hoferichter, Effi Horn, Korbinian Lechner, Josef Maria Lutz, Ernst Penzoldt, Eugen Roth, Sophie  Rützow, Rudolf Schneider-Schelde, Fridolin Solleder, Ernst Leopold Stahl, Hans Arthur Thieß, Peter Trumm Stuttgart, Franckh’sche Verlagshandlung, Stuttgart 1940
- Armleuchter bis Zielscheibe. Ebenso nützliches wie vergnügliches, mit vielen passenden und manchen unpassenden Zitaten wohlausgerüstetes  und beinahe vollständiges Landser-Lexikon; Text von Korbinian Lechner, Zeichnungen von Franz Bleyer; hg. vom Luftgaukommando VII, II Wehrbetreuung, o. O. o. J.
- Oberbayerisches Notizbüchl. Vertrauliches und Erbauliches, mitgeteilt von Korbinian Lechner, München, Verlag des Lufthaukommandos VII, 1944/45
- Der Lauf der Welt. Ein Dutzend Bauerngeschichten, München, Süddeutscher Verlag, 1951
- Mit Preußen leben. Eine bayerische Jubiläumsschrift, München, Feder-Verlag, 1966
- Mörschelbrunn steht auf der Hölle, Rosenheimer Verlagshaus, Rosenheim, 1970
- Alle lieben Heiligen von unserm Bezirksamt, Rosenheimer Verlagshaus, Rosenheim 1971.